# David M. Massey
David M. Massey (* 1957) ist ein US-amerikanischer Filmproduzent, Filmregisseur und Drehbuchautor, der 1992 für einen Oscar nominiert war.

## Biografie
Am Dominican University College erwarb Massey einen Abschluss als Bachelor of Arts sowie als Master of Fine Arts des American Film Institute. Er ist einer von bisher zwei Afroamerikanern, die eine Oscarnominierung für einen Kurzfilm erhielten. Last Breeze of Summer erschien 1991 und ist Masseys erste größere Filmarbeit überhaupt. Der von ihm produzierte Film wurde für einen Oscar nominiert, konnte sich jedoch nicht gegen Seth Winston und Robert N. Fried und ihren Kurzfilm Session Man behaupten. Thema des Films ist ein alternder Gitarrist, der gerufen wird, um bei einer Rockband auszuhelfen, seinen Traum, mit der Band auf Tour gehen zu können, aber schnell wieder begraben muss. In dem von Massey produzierten Film steht ein junges schwarzes Mädchen im Mittelpunkt, das nach der Rassentrennung eine Schule in Ranford in Texas besucht. Der Film wurde zudem mit einem Crystal Heart Award ausgezeichnet. Auch die National Education Association würdigte ihn, indem sie ihn in die Black Filmmakers Hall of Fame aufnahm. Der im darauffolgenden Jahr von Massey produzierte Kurzfilm The Second Coming stellt einen Schwarzen mit Dreadlocks, der sich Jesus nennt, in den Mittelpunkt der Handlung, den die Behörden für verrückt erklären wollen. 
Weitere Kurzfilme folgten, so auch 2013 Island Song über einen beliebten Radio-DJ aus Los Angeles, der ganz unvermittelt aus seiner Selbstbezogenheit herausgerissen wird. An der Fernsehserie Not All Lost wirkte Massey 2020 mit. Er übernahm die Regie in einer Folge über drei Teenager, die ihre jeweilige Geschichte erzählen, wobei klar wird, dass sie in der Lage sind, auch mit schwierigen äußeren Bedingungen zurechtzukommen. Den Kurzfilm Passage von 2021 produzierte Massey nicht nur, er übernahm auch die Regie und schrieb das Drehbuch. Die Geschichte handelt von einem westafrikanischen Dorfvorsteher, der sich einer Herausforderung stellen muss, die nicht nur sein Dorf, sondern auch seine Familie gefährdet.

## Filmografie (Auswahl)
– Produzent (wenn nicht anders angegeben) –
- 1991: Last Breeze of Summer (Kurzfilm)
- 1992: The Second Coming (Kurzfilm)
- 1999: Dare to Struggle… Dare to Win (Dokumentarfilm; Regie)
- 2008: Fespaco (Video-Dokumentation)
- 2008: Thing for the Bling (Kurzfilm; auch Autor)
- 2008: They Are Not All Lost (Kurzfilm; auch Regie)
- 2010: Taking a Stand (Kurzfilm)
- 2010: The Spiritual Divide (Kurzfilm)
- 2013: Island Song (Kurzfilm; auch Regie + Autor)
- 2013: Baby Girl (Kurzfilm; Regie)
- 2016: Hal (Kurzfilm)
- 2016: When Justice Isn’t Just (Dokumentarkurzfilm)
- 2020: Not All Lost (Fernsehserie; auch Regie)
- 2021: Passage (Kurzfilm; auch Regie + Autor)
- 2021: Where We’re From: The Elements Documentary (Dokumentarfilm)

## Auszeichnungen
Oscarverleihung 1992
- Oscarnominierung für und mit dem Film Last Breeze of Summer in der Kategorie „Bester Kurzfilm“

Heartland International Film Festival 1992
- Ausgezeichnet mit dem Crystal Heart Award für und mit dem Film Last Breeze of Summer